# Miconia arbutifolia
Miconia arbutifolia är en tvåhjärtbladig växtart som beskrevs av Charles Victor Naudin. Miconia arbutifolia ingår i släktet Miconia och familjen Melastomataceae. Inga underarter finns listade i Catalogue of Life.